# Emil Väre
Emil Väre (Kärkölä, Finlandia, 28 de septiembre de 1885-ídem, 31 de enero de 1974) fue un deportista finlandés especialista en lucha grecorromana donde llegó a ser campeón olímpico en Estocolmo 1912 y Amberes 1920.

## Carrera deportiva

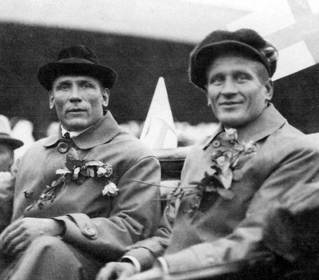
Emil Väre (izq.) junto a Taavi Tamminen en 1920

En los Juegos Olímpicos de 1912 celebrados en Estocolmo ganó la medalla de oro en lucha grecorromana estilo peso ligero, por delante de los luchadores suecos Gustaf Malmström (plata) y Edvin Mattiasson (bronce). Ocho años después, tras el parón que supuso la Primera Guerra Mundial, volvió a ganar la medalla de oro en la misma categoría en las Olimpiadas de Amberes 1920.